# 数字音频工作站

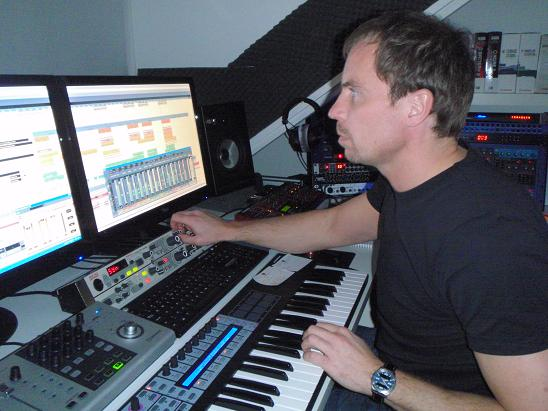
一个人正在使用数字音频工作站

数字音频工作站，别称作曲软件（英语：Digital Audio Workstation，英语缩写：DAW），指用于录制、编辑或生成音频或音乐的电子设备或软件，可用于制作和录制音乐、处理或交换音频信息，录制复杂音频，功能包括录音、混音、音频剪辑等。DAW的配置多种多样，包括在电脑上的单一软件程序，集成的独立装置，由一台电脑控制的由众多硬软件组件组成的整套系统。

## 影响
DAW可用于音乐教育上，可展示和教导学生如何创作出属于自己的音乐。根据Indonesia University of Education的一项研究，在音乐学习中使用DAW，可帮助学生自主学习如何制作音乐。
在大多数的嘻哈音乐和电子舞曲中，都可以发现DAW的影子，它可帮助创作者循环器乐。DAW的出现大幅度地提高了音乐制作的便利性，人们无需只能待在单一的录音室里创作。仅凭一台笔记本电脑，便可制作出一首完整的歌曲，不管是在哪里。

## 著名商业例子
- Ableton Live
- Acid Pro（英语：Acid_Pro）
- Adobe Audition
- WaveFrame AudioFrame（英语：WaveFrame_AudioFrame）
- Audiotool（英语：Audiotool）
- Bitwig Studio
- BandLab（英语：BandLab）
- Cakewalk by BandLab
- Cubase
- Digital Performer（英语：Digital_Performer）
- FL Studio

## 引用
1. ↑  Leider, Colby. . 2004. ISBN 978-0-0714-2286-4.
2. ↑  . : 133. ISBN 978-0-8957-9611-0.
3. ↑  . ISBN 978-0-2405-1919-7.
4. ↑  Cipta, Febbry.  (PDF): 5. 2021-02-04  [2023-11-27] –Atlantis Press （英语）.